# سیارک ۴۸۴۵
سیارک ۴۸۴۵ (به انگلیسی: 4845 Tsubetsu، نامگذاری:1991EC1) چهار هزار و هشتصد و چهل و پنجمین سیارک کشف شده‌است که در ۵ مارس ۱۹۹۱ کشف شد.
قدر مطلق سیارک برابر ۱۲٫۵۰ است.